# Шевкуненко, Виктор Николаевич
Ви́ктор Никола́евич Шевкуне́нко (17 [29] февраля 1872, Мезень, Архангельская губерния — 3 июля 1952, Ленинград) — генерал-лейтенант медицинской службы (1943), доктор медицины (1898), экстраординарный профессор (1912), академик АМН СССР (1944), заслуженный деятель науки РСФСР (1935), лауреат Сталинской премии (1943). Руководил кафедрой оперативной хирургии и топографической анатомии Военно-медицинской академии им. С. М. Кирова с 1912 по 1948 год.

## Биография
После окончания Императорской Военно-медицинской академии в 1895 году (диплом с отличием и похвальный лист) оставлен для усовершенствования в госпитальной хирургической клинике профессора В. А. Ратимова.
В 1898 году защитил диссертацию на степень доктора медицины «Современное лечение косолапости». После заграничной командировки и нескольких лет работы в клинике занимался разработкой вопросов топографической анатомии и обоснований хирургической техники новых направлений в хирургии (нейрохирургии, урологии). В 1912—1948 гг. возглавлял кафедру оперативной хирургии и топографической анатомии ВМА.
С 1948 года — профессор-консультант ВМА. Одновременно (1928—1941) заведовал кафедрой оперативной хирургии Ленинградского ГИДУВа.
Накануне Октябрьской революции 1917 года и во время Гражданской войны входил в состав управления Северного района Российского Общества Красного Креста. В годы Великой Отечественной войны был главным консультантом ГВСУ КА.
Один из основателей АМН СССР, член правления Всесоюзного научного общества анатомов, гистологов и эмбриологов, член правления Всесоюзного научного общества хирургов, почетный член Хирургического общества Пирогова.
Умер 3 июля 1952 года. Похоронен на Богословском кладбище Санкт-Петербурга.

## Научная деятельность
Научная деятельность В. Н. Шевкуненко посвящена вопросам типовой и возрастной анатомии человека. Практическим результатом учения В. Н. Шевкуненко стало обоснование ряда оперативных доступов к различным органам, разработанных им и его учениками с учётом типовых, половых и возрастных топографо-анатомических особенностей человека. Он установил существование крайних форм в строении органов и объяснил их происхождение с эволюционных позиций. В. Н. Шевкуненко и его ученики внесли большой вклад в изучение центральной и периферической нервной систем. Известны его работы по иннервации органов пищеварительной системы, ортопедии. Сталинскую премию первой степени получил за «Атлас периферической нервной и венозной систем».
Автор 50 научных трудов, в том числе первого отечественного капитального руководства по оперативной хирургии (в трех томах) и руководства по топографической анатомии, редактор раздела «Хирургия» 1-го издания БМЭ, заместитель главного редактора «Энциклопедического словаря военной медицины». Под его редакцией вышел «Краткий курс оперативной хирургии с топографической анатомией» (1951), переведённый на многие иностранные языки.
Научная деятельность В. Н. Шевкуненко и его школы, представителями которой являются А. В. Антелава, Ф. И. Валькер, П. А. Куприянов, М. С. Лисицин, А. В. Мельников, К. А. Григорович, Е. М. Маргорин, А. Ю. Сазон-Ярошевич и другие (всего 44 профессора), сыграла значительную роль в развитии топографической анатомии и оперативной хирургии в СССР.

### Избранные труды
- Шевкуненко В. Н. Современное лечение косолапости: дисс. д-ра медицины. — СПб., 1886. — 145 с.
- Шевкуненко В. Н. Типовая и возрастная анатомия. — Л., 1925. — 45 с.
- Шевкуненко В. Н., Геселевич А. М. Типовая анатомия человека. — Л., 1935. — 232 с.

## Награды
- орден Ленина (7 декабря 1940)
- другие ордена
- медали
- Сталинская премия I степени (22 марта 1943) — за научный труд «Атлас нервной и венозной систем», законченный в 1942 году

## Память

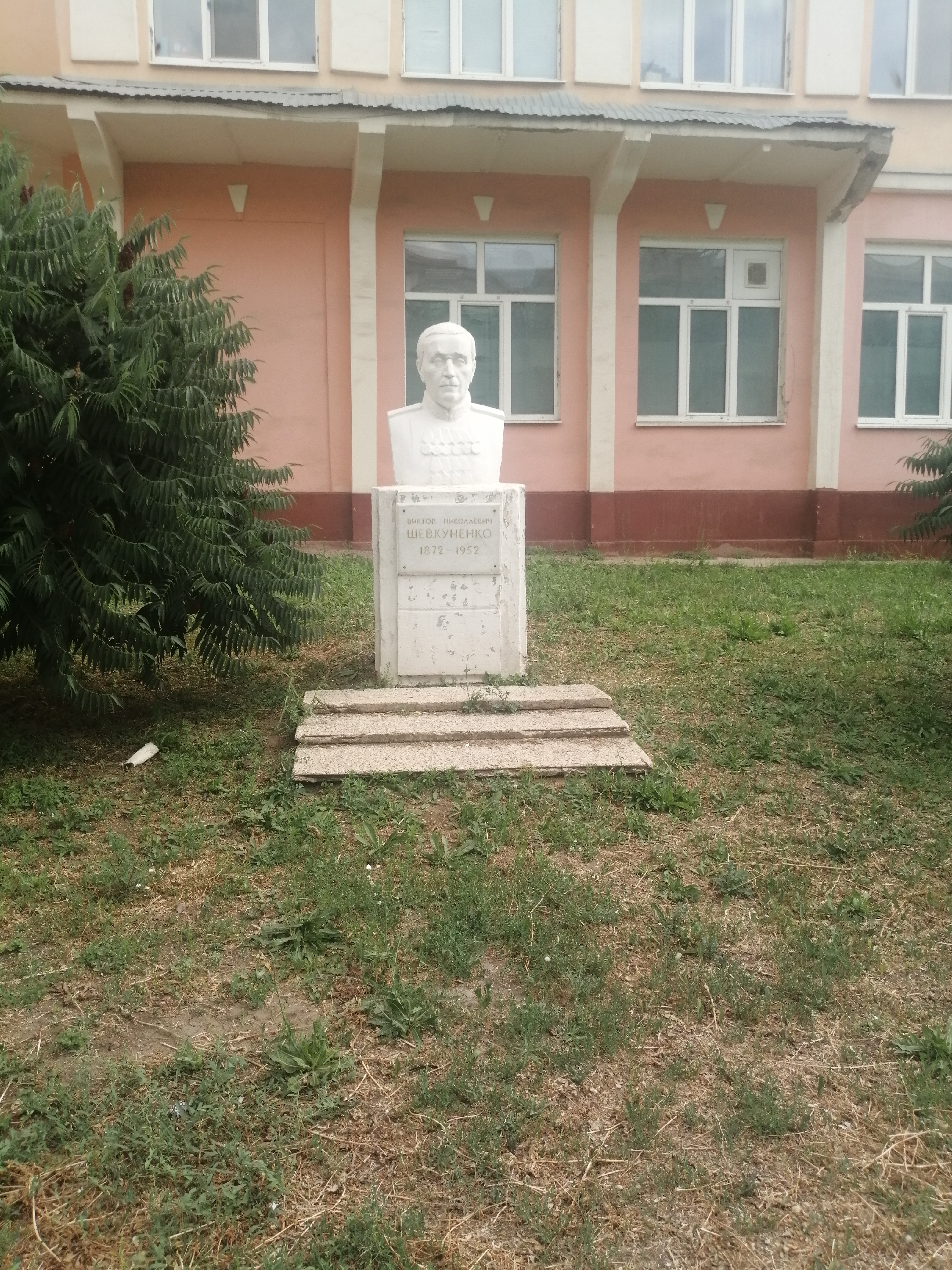
Бюст возле Оренбургского медуниверситета

Отмечая его вклад в развитие отечественной медицины, Совет Министров СССР учредил премию им. В. Н. Шевкуненко, присуждаемую президиумом АМН СССР за работу по топографической анатомии и оперативной хирургии.
18 октября 1966 года на здании анатомического корпуса академии В. Н. Шевкуненко установлена мемориальная доска.
В Оренбурге возле медуниверситета установлен бюст В. Н. Шевкуненко.